# Демченко, Семён Митрофанович
Семён Митрофанович Демченко (18 июня 1923, Камыш — 18 сентября 1993, Первомайский) — командир отделения стрелковой роты 656-го стрелкового полка (116-я стрелковая дивизия, 52-я армия, 2-й Украинский фронт) сержант, участник Великой Отечественной войны, кавалер ордена Славы трёх степеней.

## Биография
Родился 18 июня 1923 года в хуторе Камыш, (ныне посёлок Камыш-Заря Пологовского района Запорожской области Украины) в семье крестьянина. Украинец. В 1938 году окончил 8 классов железнодорожной школы. Работал на железнодорожной станции Цареконстантиновка (ныне — станция Камыш-Заря) сцепщиком вагонов, оператором.
С началом Великой Отечественной войны призыву не подлежал по возрасту. Продолжал работать на станции, проводив последний эшелон, сам эвакуироваться не успел. На первых порах пережидал лихолетье в селе Гайчула у брата отца. Некоторое время, чтобы избежать отправки в Германию, служил в немецкой железнодорожной охране. Службу нёс не надлежащим образом, по свидетельствам односельчан, позволял воровать уголь с вагонов.
В середине 1943 года ушёл из села, вступил в партизанский отряд. Боевое крещение получил в деревне Буки, где партизаны разгромили полицейскую управу.
В январе 1944 года, когда партизаны влились в состав действующей армии, был мобилизован через Ольшанский райвоенкомат Киевской области УССР. К лету 1944 года младший сержант Демченко командовал стрелковым отделением 656-го стрелкового полка 116-й стрелковой дивизии.

### Подвиг
Первую боевую награду заслужил в боях в ходе Ясско-Кишинёвской операции. 20 августа 1944 года в бою у станции Чиуря (5 км южнее города Яссы, Румыния) младший сержант Демченко в рукопашной схватке лично уничтожил 7 вражеских солдат. 22 августа гранатами подбил автомашину с 4 гитлеровцами. Во главе отделения атаковал артиллерийскую батарею противника, мешавшую продвижению стрелковых подразделений, уничтожил расчёт.
Приказом 116-й стрелковой дивизии от 25 сентября 1944 года № 35/н младший сержант Демченко Семён Митрофанович награждён орденом Славы 3-й степени.
В октябре 1944 года дивизия была выведена в тыл, в резерв ставки ВГК. Через месяц в составе 52-й армии была переведена на 1-й Украинский фронт. 16 февраля 1945 года в бою за станцию Рауша (ныне — Рушув, Нижнесилезское воеводство, Польша) сержант Демченко, будучи в разведке, определил расположение огневых точек противника, численность его сил, и передал сведения командованию. Этим способствовал быстрому захвату станции с минимальными потерями и большими трофеями. В бою за станцию лично уничтожил 5 гитлеровцев. Был легко ранен, но вскоре вернулся в полк.
За этот бой командиром полка был представлен к награждению орденом Красной Звезды, но командир дивизии изменил статус награды на орден Славы 2-й степени.
16 марта 1945 года в бою юго-западнее населённого пункта Зейхау (ныне — Сихув, Яворский повят, Нижнесилезское воеводство, Польша) сержант Демченко с двумя бойцами провёл разведку, гранатами уничтожил 2 пулемётные точки и взял в плен 2 гитлеровцев. Был представлен к награждению орденом Славы 2-й степени. Приказами по войскам 52-й армии от 2 апреля 1945 года № 95/н (за бои в феврале) и от 9 мая 1945 года № 130/н, (за разведку в марте) сержант Демченко Семён Митрофанович награждён двумя орденами Славы 2-й степени. Последний орден остался тогда не вручённым.
8 мая 1945 года в Чехословакии разведгруппа из шести человек, под командованием С. М. Демченко, возвращаясь после удачно проведённой вылазки, наткнулась на укрывшиеся немецкие танки и была вынуждена вступить в схватку. В этом бою Демченко был ранен, третий раз за войну, в госпитале встретил День Победы.

### После войны
В 1945 году вступил в ВКП(б). В марте 1946 года был демобилизован. Вернулся в родное село Камыш-Заря с двумя орденами Славы. Устроился на работу на станции сцепщиком вагонов. Через год был уволен, исключён из партии (партбилет не сдал) — припомнили службу у немцев. Оставшись без средств к существованию, встал на путь нарушения закона, через полгода был арестован в составе банды и осуждён на 10 лет. Наказание отбывал в Кемеровской области, валил лес. После прихода к власти Н. С. Хрущёва был освобождён по амнистии. Домой не вернулся. Работал кузнецом в совхозе «Победитель» ныне Мариинского района Кемеровской области. Через 30 лет после Победы была исправлена ошибка с фронтовыми награждениями.
Указом Президиума Верховного Совета СССР от 23 сентября 1969 года приказ от 9 мая 1945 года был отменён и Демченко Семён Митрофанович перенаграждён орденом Славы 1-й степени. Стал полным кавалером ордена Славы.
Жил в посёлке Первомайский Мариинского района Кемеровской области. Скончался 18 сентября 1983 года. Похоронен в посёлке Первомайский.

## Награды
- Орден Славы 2-й степени (9.5.1945), перенаграждён 1-й степени (23.09.1969)[4][2]
- Орден Славы 2-й степени (02.04.1945)[5][2]
- Орден Славы 3-й степени (25.09.1944)[6][2]

- Медаль «За победу над Германией в Великой Отечественной войне 1941—1945 гг.» (9 мая 1945[7])
- Юбилейная медаль «Двадцать лет Победы в Великой Отечественной войне 1941—1945 гг.» (7 мая 1965[8])
- Юбилейная медаль «Тридцать лет Победы в Великой Отечественной войне 1941—1945 гг.»[9]
- Юбилейная медаль «50 лет Вооружённых Сил СССР» (26 декабря 1967[10])

- Знак «25 лет победы в Великой Отечественной войне» (1970)
- ряд медалей

## Память
Его именем названа улица в городе Мариинск Кемеровской области. На Родине в посёлке Куйбышево (с 2016 года — Бильмак) Запорожской области в 2013 году установлен бюст.